# Pokal Slovenije 2017/18
Der Pokal Slovenije 2017/18 war die 27. Austragung des slowenischen Fußballpokalwettbewerbs der Herren. Pokalsieger wurde der NK Olimpija Ljubljana, der sich im Finale gegen den NK Aluminij durchsetzte. Titelverteidiger NK Domžale schied im Achtelfinale aus.
Da Olimpija bereits als Meister für die UEFA Champions League qualifiziert war, erhielt der NK Rudar Velenje den Startplatz in der UEFA Europa League.

## Teilnehmer
| Nogometna Liga 2016/17 |
| ---------------------- |
| NK Maribor             |
| ND Gorica              |
| NK Olimpija Ljubljana  |
| NK Domžale             |
| NK Celje               |
| FC Koper               |
| NK Rudar Velenje       |
| NK Krško               |
| NK Aluminij            |
| NK Kalcer Radomlje     |

| Sieger des Regionalpokals | Sieger des Regionalpokals                 |
| ------------------------- | ----------------------------------------- |
| MNZ Celje                 | NK Šampion Celje, NK Šoštanj              |
| MNZ Koper                 | NK Jadran Dekani, NK Tabor Sežana         |
| MNZG Kranj                | NK Triglav Kranj, NK Zarica Kranj         |
| MNZ Lendava               | NK Hotiza, NK Nafta Lendava               |
| MNZ Ljubljana             | NK Krka, ND Ilirija 1911                  |
| MNZ Maribor               | NK Akumulator Mežica, NK Korotan Prevalje |
| MNZ Murska Sobota         | NK Beltinci, NŠ Mura                      |
| MNZ Nova Gorica           | NK TKK Tolmin, NK Brda Dobrovo            |
| MNZ Ptuj                  | ŠD Videm, NK Drava Ptuj                   |

## Modus
In den ersten beiden Runden wurde der Sieger in einem Spiel ermittelt. Stand es nach der regulären Spielzeit von 90 Minuten unentschieden, kam es zur Verlängerung von zweimal 15 Minuten und falls danach immer noch kein Sieger feststand zum Elfmeterschießen. Im Viertel- und Halbfinale wurden die Sieger in Hin- und Rückspiel ermittelt.
Mannschaften, die sich aus dem gleichen Regionalpokal qualifiziert hatten, konnten in den beiden ersten Runden nicht aufeinander treffen. Unterklassige Teams hatten bis zum Achtelfinale Heimrecht.

## 1. Runde
| Datum                 |                      | Ergebnis               |                     |
| --------------------- | -------------------- | ---------------------- | ------------------- |
| 15.08.2017, 16:00 Uhr | NK Hotiza            | 1:2                    | NK Krka             |
| 15.08.2017, 16:00 Uhr | NK Beltinci          | 0:3                    | NK Aluminij         |
| 15.08.2017, 16:00 Uhr | NK Šampion Celje     | 0:0 n. V., (5:3 i. E.) | NK TKK Tolmin       |
| 16.08.2017, 16:00 Uhr | ND Ilirija 1911      | 0:0 n. V., (0:3 i. E.) | NK Krško            |
| 16.08.2017, 16:00 Uhr | NK Akumulator Mežica | 1:4                    | NK Jadran Dekani    |
| 16.08.2017, 16:00 Uhr | ŠD Videm             | 1:6                    | NK Kalcer Radomlje  |
| 16.08.2017, 16:00 Uhr | NŠ Mura              | 5:2                    | NK Zarica Kranj     |
| 16.08.2017, 16:00 Uhr | NK Tabor Sežana      | 3:1                    | NK Rudar Velenje    |
| 16.08.2017, 16:00 Uhr | NK Drava Ptuj        | 2:1                    | NK Brda Dobrovo     |
| 16.08.2017, 18:00 Uhr | NK Nafta Lendava     | 1:2                    | NK Celje            |
| 16.08.2017, 18:00 Uhr | FC Koper             | 3:0                    | NK Korotan Prevalje |

## Achtelfinale
In dieser Runde stiegen die vier Europacup-Teilnehmer NK Maribor, ND Gorica, NK Olimpija Ljubljana, NK Domžale ein, sowie der NK Triglav Kranj, der ein Freilos in der 1. Runde hatte, aufgrund des Rückzugs vom NK Šoštanj.
| Datum                 |                    | Ergebnis  |                       |
| --------------------- | ------------------ | --------- | --------------------- |
| 05.09.2017, 16:00 Uhr | NK Tabor Sežana    | 0:3       | NK Maribor            |
| 06.09.2017, 16:00 Uhr | NK Krka            | 3:2 n. V. | NK Krško              |
| 06.09.2017, 18:00 Uhr | FC Koper           | 1:4       | NK Triglav Kranj      |
| 19.09.2017, 16:00 Uhr | NK Jadran Dekani   | 0:7       | NK Aluminij           |
| 19.09.2017, 20:00 Uhr | NK Kalcer Radomlje | 1:6       | NK Olimpija Ljubljana |
| 20.09.2017, 13:00 Uhr | NK Drava Ptuj      | 0:3       | NK Celje              |
| 20.09.2017, 15:00 Uhr | NŠ Mura            | 3:1       | NK Domžale            |
| 20.09.2017, 16:00 Uhr | NK Šampion Celje   | 0:3       | ND Gorica             |

## Viertelfinale
Die Hinspiele fanden am 17., 18. Oktober und 11. November 2017 statt, die Rückspiele am 24., 25. Oktober und 11. November 2017.
|                       | Gesamt |            | Hinspiel | Rückspiel |
| --------------------- | ------ | ---------- | -------- | --------- |
| NK Triglav Kranj      | 0:2    | ND Gorica  | 0:1      | 0:1       |
| NK Celje              | 5:0    | NŠ Mura    | 4:0      | 1:0       |
| NK Aluminij           | 3:0    | NK Krka    | 0:0      | 3:0       |
| NK Olimpija Ljubljana | 4:1    | NK Maribor | 3:0      | 1:1       |

## Halbfinale
Die Hinspiele fanden am 3. und 4. April 2018 statt, die Rückspiele am 11. und 12. April 2018.
|                       | Gesamt |             | Hinspiel | Rückspiel |
| --------------------- | ------ | ----------- | -------- | --------- |
| ND Gorica             | 3:4    | NK Aluminij | 1:2      | 2:2       |
| NK Olimpija Ljubljana | 4:3    | NK Celje    | 2:1      | 2:2       |

## Finale
| Paarung               | NK Aluminij – NK Olimpija Ljubljana |
| Ergebnis              | 1:6 (0:2) |
| Datum                 | 30. Mai 2018 um 20:15 Uhr |
| Stadion               | Stadion Stožice, Ljubljana |
| Zuschauer             | 8.804 |
| Schiedsrichter        | Andrej Žnidaršič |
| Tore                  | 0:1 Leon Benko (18.) 0:2 Rok Kronaveter (36.) 1:2 Francesco Tahiraj (49.) 1:3 Leon Benko (58.) 1:4 Ricardo Alves (65.) 1:5 Goran Brkić (80.) 1:6 Issah Abass (85.)                                                                                 |
| NK Aluminij           | Matija Kovačić – Ilija Martinović, Josip Zeba, Aljaž Ploj (46. Anton Rogina), Mario Jurčevič, Nemanja Jakšić – Lucas Mario Horvat, Dejan Petrovič – Ibrahim Mensah (79. Marko Nunić), Alen Krajnc, Francesco Tahiraj Cheftrainer: Oliver Bogatinov |
| NK Olimpija Ljubljana | Aljaž Ivačič – Filip Uremović, Branko Ilič, Dino Štiglec, Mitch Apau – Dario Čanađija, Danijel Miškić, Ricardo Alves (69. Goran Brkić), Rok Kronaveter (61. Nik Kapun), Stefan Savic – Leon Benko (63. Issah Abass) Cheftrainer: Igor Bišćan       |
| Gelbe Karten          | Nemanja Jakšić – Goran Brkić |